# Канелонес (муниципалитет)
Канелонес (исп. Canelones) — муниципалитет в Уругвае в департаменте Канелонес. Административный центр — Канелонес.

## История
Муниципалитет образован 15 марта 2010 года.

## Состав
В состав муниципалитета входят следующие населённые пункты:
- Канелонес
- Хуанико
- Баррио-Ремансо
- Парада-Кабрера
- Вилья-Арехо
- Пасо-Паломеке
- Пасо-Эспиноса